# 緋小鯛
緋小鯛為輻鰭魚綱鱸形目鱸亞目鯛科的其中一種，分布於東大西洋區，從挪威、地中海至幾內亞比索海域，棲息深度可達300公尺，體長可達60公分，棲息在各種底質海域，屬雜食性，以藻類、無脊椎動物、小魚等為食，可做為食用魚及遊釣魚，有雪卡魚中毒的報告。